# 派閥
派閥（はばつ）とは、組織内において利害で結びついた人々によって形成する集団。

## 政党
政党における派閥（はばつ）とは、その政党で統一されているもの以外の政策や主張に共通点のある者同士が集まって、意見の集約と統一された政策の形成を図り、政策の実現に向けての活動として、その政党の執行部を担当もしくは目標とし、政党の交流におけるコミュニケーションの場となる組織または団体を指す。
2人集まると、意見の相違が存在する。3人集まると、切り捨て・妥協を強いられる細かい意見が存在する。共通な者同士が集まり、別の細かい意見に替わって政党の採用する政策にしようとするのが派閥である。政党内の政党ともいえる。
一方、本来個人の集まりである政党を理解するとき、政党より小さな集団の集まりとして派閥を扱う方法がある。このような分析手法を用いた研究者が勝手に党員を分類したものが、派閥と呼ばれることもある。
なお、共産党においては民主集中制の原則により、セクト活動は禁止されている。日本共産党においても例外ではなく、旧所感派関係者は日本共産党第6回全国協議会（6全協）の方針に従わなければ全て離党・あるいは除名となり、「日本共産党（行動派）」など別団体を構成している。新日和見主義事件、原水協事件など、あるいは党の方針に反する言動を理由とした除名事件も多い。新左翼が四分五裂したのも同様の理由である。

### 連立政権と派閥
政党は定義上は個人の集合体であるが、ある程度の規模を持つ政党をこの定義で分析するのは非常に困難である。したがって政党をより小さな集団（派閥）の集合体とみなせば、連立政権と政党との間には違いがなくなり、連立政権における政党は、政党における派閥と同様の働きをする。
いくつかの研究者は、自由民主党を「1つの政党」ではなく「派閥と呼ばれる政党が複数集まった、長期連立政権」との見方を採っている。

### 派閥政治

#### 仕組みと現状
単記非移譲式投票（中選挙区制など）では、1つの選挙区に2人以上の候補を立てるほど大きな政党は、票の分配に失敗すると議席を失うため、自らを適当な大きさの中政党に分割して選挙を戦う方が多くの議席を得られる。日本の55年体制の派閥はこの仕組みで成り立っていた。しかし選挙制度が小選挙区比例代表並立制になり、小選挙区では2人以上の候補を立てる意味が無くなり、比例代表では票の分配を気にしなくてもよいため、中政党に分かれて戦う必要がなくなった。このため派閥政治は現在、選挙制度に合わせて大きく変化しようとしている。

#### 弊害
- 派閥政治は時折有効な政治ができなくなる恐れがある。派閥力学によって党や国会の役職や閣僚などが割りふられ、適任とはいえない人が大きな役職につく恐れがある。
- 党内に多様な価値観を形成することに繋がり、寄り合い所帯化しやすい。そのため、党のアイデンティティーが国民に伝わりにくくなる。
- 党首が別の派閥の領袖（リーダー、ボス）に代わっただけで、政権は変わらず同一政党に握られているのに、恰も政権交代が成ったかのような錯覚を国民に起こさせる。これによりヘゲモニー政党制とも見紛う、政権の長期寡占が起きる（一党優位政党制）。
- しばしば派閥同士の行きがかりをテーマに政争が展開し、政策課題に対する政治の関与がなおざりにされる。
- 逆に各派閥の首脳同士が結束すると、寡頭制的な支配が可能となる。

#### 功績
- 派閥政治は連立政権と同等であり、単一の政党に多様性をもたらす。これにより、幾多の政治変動にも対応でき、一枚岩の政党では本来成し得ない広大な支持基盤を持つ安定した政党ができる。
- 価値観の多様化が進む現代社会では、政党制も支持基盤の多様化に合わせて多党化しないと問題が生じ、小党乱立を受け入れざるを得ない。その時でも実効性のある政権を運営するのに、連立政権＝派閥政治の経験は大きく役立つだろう。
- 党執行部の独走を掣肘するバランサーとなる。
- 勉強会の機能も果たしている。
- 若い議員を育成する機能も果たしている。

### 政治の例
日本
- 自由民主党の派閥
- 日本社会党の派閥
- 民進党の派閥 （民主党・民進党・旧国民民主党、希望の党、旧立憲民主党、新立憲民主党の派閥・議員グループに関する記事）

 イギリス
- イギリス労働党の派閥

 香港
- 民主党
  - 主流派
  - 前匯點派
  - 改革派
  - 少壯派

 中華民国
- 民主進步党
  - 美麗島系
  - 新潮流系
  - 正義連線
  - 福利国連線
  - 台独連盟
  - 紅派
  - 黒派
  - 山派
  - 海派

## 会社における派閥
会社における派閥は、大別すれば「フォーマル（公的）な派閥」と「インフォーマル（非公式）な派閥」に分けることができる。
- フォーマルな派閥 - 会社の組織という単位を元にした派閥。
  - 基本的には部署や事業所などといった所属ごとのグループとなる。グループ内での分社化などがされている場合、グループ内で社内派閥と同様の様態となることもある。
- インフォーマルな派閥 - 会社の組織以外の繋がりを元にした派閥（以下例）。
  - 同好会や、OB会などを母体にしたもの（例：オールド・ボーイズ・ネットワーク）
  - 幹部社員などのプライベートな人脈によるもの
  - 出身大学などの学閥
  - 地縁、血縁
  - 合併により誕生した会社における出身会社に由来する派閥
- なお、実業団スポーツの活動やその試合で会社が動員する応援の活動などに由来するものの様に、人脈にはフォーマルかインフォーマルかの線引きが難しいものもある。

### 仕事との関連
仕事を進める上で、「派閥は悪」「自分の力で切り開く」と派閥を忌避するのも一つの考え方だが、反面派閥とは人と人との繋がりであり、部署の垣根を超えた人との繋がりは、情報の共有や人材の確保、仕事依頼などの面で大きなメリットとなることもある。
仕事をする上で人との繋がりは重要な資産の一つであり、それを手に入れるために派閥に入るのも、一つの選択肢としてあり得る。
これらのメリットがある一方で、社内で派閥間による人事抗争が激化することは、企業内部での人間関係の支障要因になるほか、さらには互いの派閥の人間の足を引っ張り合う行動に至った場合、生産性の低下や短期離職者の増加、ひいては業績の悪化などにまで繋がりかねない要因にも成り得る。

## その他の場合
「人間が3人いれば2つの派閥が生まれる可能性がある」といわれ、派閥は政治の世界以外でも生まれる。病院、学校、果ては学生同士のサークルなど、人間が集まる場にはどこにでも派閥が発生する可能性があるとも言える。

### 軍隊における派閥
軍隊における派閥は、軍閥と呼ばれる。戦前の陸軍における統制派と皇道派、海軍における艦隊派・条約派などが代表例としてあげられる。

### 外務省における派閥
学閥が形成されやすいその他の省庁とは異なり、日本の外務省においてはそれぞれが研修した語学により「スクール」と呼ばれる語学閥が存在する。「チャイナ・スクール」「アメリカン・スクール」などと呼ばれるものがそれである。また、業務によって「マフィア」と呼ばれる別系統の派閥も形成され、法務畑の「条約局マフィア」、経済協力を担当する「経協マフィア」などが存在する。

### 病院における派閥
日本においては医局と呼ばれる一種の学閥がよく知られている。
医師、看護師といった職掌ごとの派閥化もよく見られる。

### 相撲界における派閥
相撲界では、一門と呼ばれる相撲部屋の集団があり、これは古くは江戸時代以来の師弟関係等で結ばれているが（かつては巡業も一門単位で行っていたほか、年寄株や付き人の融通も一門内で行うことが多い）、日本相撲協会の理事選挙に際しては派閥として機能している。1980年代の相撲協会で春日野理事長（元横綱栃錦清隆、出羽海一門）と二子山理事（元横綱初代若乃花幹士、二所ノ関一門）が現役時代のライバルということから来る盟友関係で角界主流派を占めた例のように、現役時代の人間関係等で合従連衡が起こることもある。
なお、相撲界では行司や呼び出しなども含めて全員が部屋に所属するため部屋単位での結束のほうが強く、「行司閥」「床山閥」というようなものは存在しない。

### 学生サークルにおける派閥
大学のサークルにおける派閥は、大人の世界のそれとは違い、同じ利権や考え方を共有する集団であるというよりは、仲良しグループの集団である場合が多い。
しかし、サークルの運営方針を巡っての対立や、役員人事などがからんでくると、サークル内でも派閥争いが起こる可能性がある。それがサークル運営に支障をきたす場合もある。